# Gaius Verres
Gaius Verres (ca. 120 f.Kr. – 43 f.Kr.) var en romersk statholder, der gjorde sig bemærket ved sin ledelse af Sicilien.
Verres, der under kampene mellem Gaius Marius og Lucius Cornelius Sulla først havde støttet Marius og siden Sulla, havde i flere år været guvernør på Sicilien. Som statholder havde han på det groveste udplyndret provinsen, og da han i 70 f.Kr. vendte hjem til Rom blev han retsforfulgt af Marcus Tullius Cicero. Verres hyrede den eneste taler i Rom, der kunne matche Cicero, Quintus Hortensius, men da Hortensius havde hørt Ciceros indledende tale mod Verres, nægtede han at holde en modtale og anbefalede sin klient at forlade landet, hvilket han gjorde.
Verres levede i eksil i Massilia (Marseille) til 43 f.Kr., hvor han blev proskriberet af Marcus Antonius.
| Biografi | Spire Denne biografi er en spire som bør udbygges. Du er velkommen til at hjælpe Wikipedia ved at udvide den. |

1. ↑  Navnet er anført på engelsk og stammer fra Wikidata hvor navnet endnu ikke findes på dansk.